# Jindřiška Hušková-Flajšhansová
Jindřiška Hušková-Flajšhansová, cunoscută și ca Jindra Hušková, (n. 12 februarie 1898, Vinohrady⁠(d), Regatul Boemiei, Austro-Ungaria – d. 7 septembrie 1980, Bratislava, Cehoslovacia) a fost o filologă, bibliotecară, profesoară, critică de teatru, scriitoare și traducătoare cehă, care a publicat, de asemenea, în limbile slovacă și română. A lucrat ca bibliotecară în perioada 1921–1952, a scris critică de teatru în anii 1920 și 1930 și a predat cursuri de limba și literatura română la Universitatea Comenius din Bratislava timp de aproape 50 de ani (1922–1971), introducând, astfel, studiul limbii și literaturii române în cadrul acestei universități și având o contribuție importantă la dezvoltarea relațiilor culturale româno-cehoslovace și la cunoașterea literaturii române în Slovacia.
Jindra Hušková-Flajšhansová a făcut parte, alături de Marie Kojecká-Karásková și J. Š. Kvapil, din prima generație de traducători cehi din limba română cu pregătire profesională și a adus în perioada interbelică o contribuție însemnată la promovarea literaturii române în Cehoslovacia. Ea este, de asemenea, cea mai veche traducătoare de literatură română în limba slovacă.
Ea a scris o serie de studii referitoare la literatura română și a tradus în limbile cehă și slovacă mai multe opere literare românești: proză (Drum fără pulbere de Petru Dumitriu, Zodia Cancerului de Mihail Sadoveanu, Desculț de Zaharia Stancu), literatură pentru copii și tineret (Amintiri din copilărie de Ion Creangă, Marea bătălie de la Iazul mic de Octav Pancu-Iași), piese de teatru (Iarbă rea de Aurel Baranga, O scrisoare pierdută, O noapte furtunoasă și Conu Leonida față cu reacțiunea de Ion Luca Caragiale, Ultima oră și Steaua fără nume de Mihail Sebastian, Acolo, departe de Mircea Ștefănescu etc.).

## Biografie

### Familia
S-a născut în 12 februarie 1898 în districtul Královské Vinohrady⁠(d) al orașului Praga, într-o familie de intelectuali cehi. Tatăl ei era profesorul dr.⁠(d) Václav Flajšhans⁠(d) (1866–1950), lingvist și istoric literar, autor al mai multor lucrări despre filologia și literatura cehă, iar mama ei era Jindřiška Flajšhansová-Kakšová⁠(d) (1868–1931), învățătoare, scriitoare și publicistă⁠(d) la revista pentru femei Ženské listy⁠(d). Părinții ei se căsătoriseră la 21 aprilie 1894. Jindřiška a avut doi frați: Václav Flajšhans (n. 29 februarie 1896) și dr. Jan Flajšhans (n. 14 iulie 1901).

### Studii
Jindřiška Flajšhansová a urmat studii secundare la Gimnaziul de fete „Minerva” din Praga⁠(d) în perioada 1908–1916, promovând examenul de maturitate (bacalaureat) în anul 1916. Apropierea ei de limba și cultura românească a avut loc în timpul Primului Război Mondial, atunci când și-a întrerupt studiile și i-a îngrijit, alături de colege, pe soldații români din Transilvania în spitalul amenajat la Mănăstirea Strahov, care era condusă în acea vreme de abatele Metodiu Zavoral. Tânăra elevă a fost impresionată atunci de doinele fredonate de răniții aflați departe de țară și a luat primele lecții de limba română în anul 1915 de la poetul, prozatorul și dramaturgul ardelean Horia Petra-Petrescu (1884–1962), secretarul literar al Asociațiunii pentru literatura română și cultura poporului român (ASTRA), care se afla rănit în lazaretul din Mănăstirea Strahov. Ea și-a continuat apoi studiile în perioadele 1916–1919 și 1920–1921 la Facultatea de Filosofie⁠(d) a Universității Caroline din Praga (FFUK), unde a studiat filologia clasică și romanică și l-a avut printre profesori pe Jan Urban Jarník. A început să învețe limba română, potrivit propriei mărturisiri, după un calendar al „ASTREI”, sub îndrumarea bătrânului profesor Jarník, „care se bucura sincer de fiecare vorbă nouă, pe care mi-o însușiam”. Profesorul însuși mărturisea prietenului său Andrei Bârseanu că tânăra „Enrica Flaișhans”, fosta sa studentă, „s-a indrăgostit și dînsa de limba română” și voia „să se desăvîrșească în cunoștințele limbii române, din punctul de vedere atît teoretic cît și practic” pentru ca „să-și astîmpere setea cea mare de grai român, nou și vechi”.
În urma obținerii unei burse din partea statului cehoslovac, Jindra a urmat un an de studii la Universitatea din București (1919–1920), unde i-a avut ca profesori pe Ovid Densusianu și I.A. Candrea. Ea a plecat spre București la începutul lui noiembrie 1919, având asupra ei 12 scrisori de recomandare înmânate de profesorul Jarník. Aceste scrisori erau adresate unor diverse personalități din București și din alte localități (Iași, Cernăuți, Blaj și Sibiu), pe care profesorul le cunoscuse cu diferite ocazii. Studenta cehoslovacă a ajuns în capitala României după o călătorie aventuroasă de 14 zile cu trenul și alte mijloace de transport, pentru ocolirea luptelor care încă mai aveau loc în unele regiuni, și a descoperit o țară devastată în urma războiului recent încheiat, dar euforică datorită realizării idealului unionist. S-a adresat profesorului Nicolae Iorga, care era în acea vreme președintele Senatului și directorul revistei Neamul românesc, iar acesta a ajutat-o să obțină o cameră în Căminul studențesc „Spiru Haret”. Jindra a vizitat apoi personalitățile românești care-i fuseseră recomandate de prof. Jarník și a fost primită de fiecare dată cu bucurie; după cum și-a amintit mai târziu, profesorul Densusianu a primit-o „corect și cu sfaturi concrete pentru studiile mele în viitor”. În perioada studiilor la București, ea a audiat cursurile universitare, a frecventat Biblioteca Academiei Române (unde l-a cunoscut pe directorul Ion Bianu, prietenul lui Jarník) și a citit mult. A achitat suma de 20 de coroane cehoslovace „drept taxă [cotizație – n.n.] de membru al Asociațiunii ASTRA”, eliberându-i-se o legitimație de membru corespondent al secției literare a ASTREI în 22 octombrie 1920. A pregătit la București, sub îndrumarea prof. Candrea, o lucrare intitulată Despre liturghia creștină în limba română, care a fost dezvoltată ulterior în teza ei de doctorat.
Revenită în Cehoslovacia, a promovat în anul 1921 un examen rigorosum⁠(d) de filologie romanică, istoria literaturii moderne și filosofie, cu lucrarea de disertație Náboženské názvosloví rumunské („Nomenclatura religioasă românească”), și a obținut în aprilie 1921 titlul de doctor în filozofie la Universitatea Carolină din Praga cu o teză inspirată din opera lui George Coșbuc. Ea a făcut parte, alături de Hertvík Jarník, George Staca, Vladimír Buben și Method Zavoral, din cercul prietenilor limbii și culturii române, format în jurul profesorului Jarník și, potrivit prof. Staca, a ajuns să vorbească perfect românește.

### Cariera profesională
În iunie 1921, după absolvirea facultății și obținerea doctoratului, a fost angajată la Biblioteca Universitară din Bratislava⁠(d), unde a lucrat în cadrul departamentului de catalogare până în 1939. În acest timp s-a ocupat de catalogarea revistelor și a lucrat în anii 1922–1937 pe post de critic de teatru⁠(d) și referent la publicația Slovenský denník („Cotidianul slovac”) din Bratislava, condusă de soțul ei, Karol Hušek. În paginile ziarului Slovenský denník a publicat articole și recenzii critice cu privire la spectacolele reprezentate pe scena Teatrului Național Slovac⁠(d), urmărind evoluția programatică a acestui teatru, precum și un articol intitulat „Decesul lui Vasile Goldiș”, care conținea o microbiografie a politicianului român Vasile Goldiș („o remarcabilă figură politică a românilor transilvăneni, de o noblețe desăvârșită”) și menționa prezența la Praga, în noiembrie 1919, a unei mici colonii de români, sprijinitori ai noului stat cehoslovac, și articolele prietenoase față de statul cehoslovac publicate în ziarul arădean Românul.
Jindra Hušková a ocupat în decembrie 1921 un post de lector extern de limba și literatura română la Universitatea Comenius din Bratislava și a înființat acolo în 1922 un lectorat onorific de limba și literatura română, introducând, astfel, studiul limbii și literaturii române în cadrul acestei universități. A fost astfel unul dintre cei trei profesori de limba română care au predat în perioada interbelică la universitățile din Cehoslovacia: George Staca a predat la Universitatea Carolină din Praga, Hertvík Jarník la Universitatea Masaryk din Brno și Jindra Hušková la Universitatea Comenius din Bratislava. Predarea limbii române la Universitatea din Bratislava a început cu prelegerea „Românii, trecutul și prezentul lor cultural, cu o atenție deosebită către relațiile lor cu slavii”, care a fost susținută la 19 ianuarie 1922 de Jindra Hušková. Limba română a devenit prima limbă străină modernă predată la Universitatea Comenius, abia ulterior fiind introduse limbile franceză, italiană și spaniolă. Cursurile de limba română aveau în acea vreme un caracter de curs facultativ și erau frecventate nu numai de studenții universității, ci și de publicul larg. Unul dintre elevii ei a fost Jan Podešt, care a urmat timp de trei ani studii la Universitatea din București ca bursier al statului român, a învățat la perfecție limba română și a tradus opere literare românești în limba cehă; printre traducerile realizate de el se află un volum de versuri ale lui Ion Minulescu, care a fost publicat sub titlul Zpověď („Spovedanii”) în anul 1931, nuvela „Catastrofa” a lui Liviu Rebreanu, care se afla sub tipar în noiembrie 1930, și piesa de teatru Manechinul sentimental a lui Minulescu, care era pregătită să fie reprezentată pe scena teatrelor din Cehoslovacia în aceeași perioadă.
În afara activității didactice în cadrul Lectoratului extern de limba română, Jindra Hušková a desfășurat numeroase activități culturale extrașcolare și a ajuns astfel să aibă un rol important în dezvoltarea relațiilor cehoslovaco-române, care datau din cea de-a doua jumătate a secolului al XIX-lea. Astfel, ea a contribuit, alături de senatorul Kornel Stodola⁠(d) și de profesorul Vladimír Buben, la înființarea Asociației Cehoslovaco-Române din Bratislava (filială a Institutului Ceho-Slovaco-Român din Praga), care a fost inaugurată la 10 noiembrie 1929 în prezența abatelui Metodiu Zavoral, a profesorului Hertvík Jarník, a diplomatului Theodor Emandi (ministrul României la Praga) și a reprezentanților administrației guvernamentale a Slovaciei (Ján Drobný⁠(d), președintele regiunii Slovacia, și Kraus, viceprimarul Bratislavei), și a fost aleasă în ședința inaugurală în funcția de secretar al asociației. În plus, ea a ținut prelegeri despre Cehoslovacia și viața ei culturală și literară la București și Cluj și despre România și relațiile dintre români și slovaci la Bratislava, precum și o serie de conferințe despre scriitoarele slovace la Cluj la sfârșitul anilor 1930, și a organizat turnee ale unor interpreți muzicali în România și Cehoslovacia. Această activitate, căreia i-a consacrat o publicație intitulată Relațiile româno-slovace din anii 1918–1939, a fost întreruptă în timpul celui de-al Doilea Război Mondial. Asociația Cehoslovaco-Română din Bratislava a fost reorganizată în februarie 1939 ca „Asociația de propagandă culturală slovaco-română”, care-și propunea să continue și să intensifice relațiile slovaco-române în domeniul cultural, social și economic. Adunarea generală a asociației a ales un nou comitet format din Kornel Stodola (senator și consul general onorific al României la Bratislava), Július Stano (vicepreședinte al Camerei cehoslovace), Julián Šimko (guvernatorul Slovaciei) și Vladimír Buben (profesor de limbi romanice la Universitatea din Bratislava) și un secretar general în persoana Jindrei Hušková-Flajšhansová (lector de limba română la Universitatea din Bratislava).
Destrămarea Cehoslovaciei și transformarea Slovaciei într-un stat fascist în timpul celui de-al Doilea Război Mondial au redus din ce în ce mai mult prezența Jindrei Hušková în spațiul public. Jindra Hušková a condus Biblioteca Centrală a Universității Tehnice Slovace⁠(d) în perioada 1939–1950 și apoi Biblioteca Facultății de Filozofie a Universității Slovace (numele contemporan al Universității Comenius) în perioada 1950–1952. După venirea comuniștilor la putere, ea a contribuit la introducerea studiului biblioteconomiei în Slovacia la Facultatea de Filosofie⁠(d) a Universității Comenius din Bratislava: a ținut prelegeri de catalogare la facultate în anul universitar 1951–1952, a condus subsecția de biblioteconomie în anul universitar 1952–1953 și a ținut prelegeri despre activitatea cu cititorii în anul universitar 1953–1954. În plus, a scris articole pentru revistele bibliotecii Čitatel și Knižnica.
În anul 1953 a fost înființat Lectoratul de Limba și Literatura Română în cadrul Catedrei de Romanistică de la Facultatea de Filozofie a Universității Comenius, iar limba română nu a mai figurat ca un curs facultativ, ci a început să fie studiată ca limbă de specializare, mai întâi în combinație cu limba slovacă și, din a doua jumătate a anilor 1960, cu limba franceza. În urma acestei schimbări, Jindra Hušková a trebuit să aleagă între activitatea de bibliotecară și activitatea didactică. A optat pentru activitatea didactică și a fost numită lector titular cu normă întreagă de limba și literatura română la Universitatea Comenius din Bratislava, dedicându-se predării cursurilor, studiului lingvisticii și dramaturgiei românești și traducerii unor opere literare românești. A organizat un seminar de limba română și a amenajat o bibliotecă vastă în cadrul Universității Comenius. Ulterior a obținut titlurile academice de conferențiar⁠(d) (1955) și profesor extraordinar⁠(d) (1968). A devenit doctor habilitat în anul 1965, cu teza „Tradícia a vývojové problémy rumunskej drámy v devätnástom storočí” („Tradiția și problemele provocate de dezvoltarea dramei românești în secolul al XIX-lea”). Sub îndrumarea profesoarei Hušková, Viera Bolešová a întocmit o bibliografie detaliată a traducerilor din literatura română în limba slovacă, evidențiind că s-a tradus în principal proză. Jindra Hušková s-a pensionat în anul 1971 sau, după altă sursă, în 1973.

### Relațiile cu România
În decursul timpului, Jindra Hušková a vizitat de mai multe ori România, numele ei fiind menționat uneori Henriette Husek în presa românească. Astfel, ea a făcut parte, alături de soțul ei și de ziariștii Karel Hoch (redactorul șef al ziarului Národní listy), Věnceslav Švihovský (director al European Central Press și redactor al ziarului Prager Presse), Karel Zdeněk Klíma (redactorul șef al ziarului Lidové noviny) ș.a., dintr-un grup de publiciști cehoslovaci care au vizitat România în octombrie 1924 cu scopul de a cunoaște mai bine acestă țară și de a contribui la dezvoltarea relațiilor culturale româno-cehoslovace. Oaspeții cehoslovaci au ajuns în România cu un tren special, au călătorit cu trenul, automotorul, automobilul și vaporul și au poposit la Oradea, Arad, Timișoara, Reșița, Anina, Oravița, Orșova, Turnu Severin, Râmnicu Vâlcea, Govora, Călimănești, Căciulata, Brezoi, Sibiu, Săliște, Brașov, Bran, București și Iași, fiind întâmpinați cu căldură de autoritățile civile și militare locale, de intelectuali (precum Vasile Goldiș, Ioan Lupaș, Silviu Dragomir, Valeriu Braniște, Aurel Lazăr, episcopul Roman Ciorogariu) și de un public numeros și entuziast. Cu acest prilej, Jindra Hušková (care a îndeplinit uneori sarcina de translator) a admirat portul pitoresc și dansurile naționale, s-a interesat de starea culturală a orașelor vizitate și a vrut să vadă Strada Lăpușneanu din Iași (pentru că citise romanul omonim al lui Mihail Sadoveanu). Corespondenții de presă au consemnat că ea vorbea vorbea fluent limba română, exprimându-se într-„o frumoasă limbă literară românească” (Gazeta Transilvaniei) sau „într’o frumoasă românească” (Dimineața), și că „a rămas impresionată „de inteligența și bunăcuviința poporului român, cu care s-a întreținut pretutindeni”.
Profesoara cehoslovacă a călătorit din nou în România, însoțită de soțul ei, în toamna anului 1930 și a poposit în 23 octombrie 1930 la Cluj, în drumul ei către București. Ea a participat în zilele de 20 și 21 octombrie 1930 la serbările ocazionate de aniversarea a 10 ani de existență a Universității „Regele Ferdinand I” din Cluj și la înmânarea titlului de doctor honoris causa abatelui ceh Metoděj Zavoral, ocazie cu care și-a exprimat bucuria că universitatea clujeană „a reușit să strângă jur, împrejurul ei întreg elementul românesc din Ardeal și a dovedit prin munca depusă puterea culturală și inteligența înnăscută a poporului românesc de acolo” și în același timp regretul că „bătrânul și entuziastul filoromân” Jan Urban Jarník, care a transmis cehoslovacilor iubirea pentru poporul român și limba română, „a plecat prea de vreme de pe lumea aceasta și n'a putut lua parte la acest triumf al neamului românesc în Ardeal”. Vizita s-a prelungit, iar Jindra Hušková anunța într-un interviu deschiderea unei expoziții de arhitectură cehoslovacă la 9 noiembrie 1930 în Pavilionul artelor de pe Șoseaua Kiseleff; acea expoziție s-a bucurat de un mare succes. O altă vizită a Jindrei Hušková în România a avut loc în lunile martie și aprilie ale anului 1932, cu scopul de a ține, „în limba românească, pe care [...] o vorbește la perfecțiune”, o serie de conferințe despre cultura cehoslovacă la Universitatea din București („Curentele principale în desvoltarea literaturii cehoslovace moderne”, „Teatrul și drama modernă cehoslovacă” și „Însemnătatea femeii în desvoltarea literaturii noastre”), la Radio România („Muzica cehoslovacă” și „Noul Teatru cehoslovac”) și la Universitatea din Cluj („Idei și personalități în literatura modernă cehoslovacă”, 6 aprilie) și o comunicare cu tema „Jurnalistica cehoslovacă” la Asociația publiciștilor români; ea mărturisea cu acel prilej că îi era dor „de atmosfera românească așa de caldă și simpatică” și că intenționa să acorde o mare atenție teatrului românesc, căutând să descopere câteva piese românești pe care să le plaseze pe scenele teatrale din Cehoslovacia.
Călătoria ulterioară pe care Jindra Hušková a efectuat-o la Iași la mijlocul anilor 1950 i-a rămas în mod deosebit în memorie deoarece, după cum a afirmat, s-a simțit „în mod deosebit legată prin simpatiile mele literare îndreptate mai ales spre generația progresistă de scriitori moldoveni în frunte cu marele înaintaș al literaturii romîne Vasile Alecsandri și spre admirabila și neîntrecuta operă a marelui Creangă. În acele zile, am mers parcă pe urmele acestor scriitori: am vizitat Biblioteca universității atinsă în treacăt de prezența temporară a genialului Mihai Eminescu, am fost la Copou și am poposit multă vreme la bojdeuca lui Creangă, impresionată nu numai de minunata priveliște din jur ci și de un al doilea fapt: acolo mi-am dat seama cît de trainică și de cucernică este amintirea clasicilor literaturii romîne în inima poporului și cît de iubită este opera acestora de către cei tineri.”. A participat apoi în august 1961 la cursurile de vară ale Universității din București, organizate la Sinaia și destinate profesorilor și cercetătorilor străini ai limbii, literaturii, istoriei și artei românești, și a luat cuvântul atunci la simpozionul dedicat culturii românești de peste hotare.
În cursul vizitelor sale în România, ea a cunoscut un număr mare de personalități din lumea literară și culturală românească, precum Nicolae Iorga, Ion Agârbiceanu, Ioan Bianu, Lucian Blaga, Nicolae Cartojan, Hortensia Papadat-Bengescu, Alexandru Rosetti și Eugen Lovinescu, și a fost invitată să participe la o întrunire a cenaclului literar „Sburătorul”, despre care a notat ulterior cu satisfacție: „...am cunoscut cercul «Sburătorul» și pe dl. Lovinescu – m-au primit cu mult drag acolo și m-am simțit foarte bine printre dânșii”. A citit multe opere literare românești (printre care Drumul ascuns de Hortensia Papadat-Bengescu și În preajma revoluției de C. Stere) și a mărturisit că i-a plăcut mult romanul Răscoala al lui Liviu Rebreanu.
Ea a purtat corespondență cu personalități importante ale culturii române interbelice, precum Nicolae Iorga, Eugen Lovinescu, Lucian Blaga, Octavian Goga, Ion Minulescu, Constantin Sandu-Aldea (Vezi: Jindra Huškova–Flajšhansová și corespondenții săi români, Editura Minerva, București, 1991, 245 p.) și Aida Vrioni (1880–1954), o jurnalistă română care a lucrat ca redactoare a Revistei Scriitoarei (1926–1928) și a Revistei Scriitoarelor și Scriitorilor Români (1929–1943) și directoare a Revistei Scriitoarelor și Scriitorilor Români (1931 – decembrie 1940 și ianuarie 1942 – decembrie 1943). Prin activitatea pe care a desfășurat-o, Hušková-Flajšhansová s-a manifestat ca un promotor al culturii și artei românești în Cehoslovacia și, în același timp, al culturii cehe și slovace în România.

### Viața personală
Jindřiška Hušková-Flajšhansová s-a implicat, sub influența scriitoarei Hana Gregorová⁠(d), în organizarea mișcării femeilor din Slovacia. A fost membră a Asociației femeilor slovace „Živena” (din 1923), membră a comitetului clubului de la Bratislava al Consiliului Național al Femeilor⁠(d), vicepreședintă a Asociației Femeilor cu Studii Universitare, redactor șef al revistei Nová cesta a Uniunii Femeilor Slovace (1945–1946) și membră a prezidiului Comitetului Central (ÚV) al Uniunii Femeilor Slovace (1946–1948). A desfășurat, de asemenea, alte activități asociative⁠(d): secretară a Asociației Cehoslovaco-Române din Bratislava (filială a Institutului Cehoslovaco-Român, care fusese înființat în anul 1921 la Praga, cu Jan Urban Jarník președinte) și vicepreședintă a Uniunii Bibliotecarilor Slovaci (1946–1950). A fost membră în perioada interbelică a Partidului Agrar Cehoslovac.
Ca o recunoaștere a activității desfășurate în cursul întregii vieți, ea a fost recompensată cu medalia de aur a Universității Comenius (1968) și medalia de aur a Comitetului Central al Uniunii Femeilor Slovace (1973) și a fost decorată cu următoarele distincții:
- Medalia „Răsplata muncii pentru învățământ” clasa I (1925) „pentru însemnate merite didactice și folcloristice relative la operele române” – în urma raportului nr. 122.855/925 al ministrului instrucțiunii publice, Constantin I. Angelescu,[81]
- Medalia „Bene Merenti”[24][82] (ante 1926),[82]
- Ordinul „Meritul Cultural”, pentru literatură, în gradul de Medalie cl. II (1939)[83] și
- Ordinul „Meritul Cultural” cl. I (1970) „pentru activitate îndelungată desfășurată ca profesor de limbă și literatură română la Facultatea de filozofie a Universității «Komensky» din Bratislava”.[6][84]

Ea s-a căsătorit la 26 decembrie 1923 cu Karol Hušek (1891–1972), jurnalist și om politic de naționalitate slovacă, care a devenit ulterior membru al Adunării Naționale Cehoslovace⁠(d). Soțul ei a fost redactor și apoi redactor-șef al ziarului Slovenský denník din Bratislava (1920–1938), care publica adesea articole despre cultura românească, și apoi al revistei Čas (1945–1948) și a fost întemnițat în timpul Republicii Slovace. Hušková a locuit pe str. Kempelenova nr. 1 din Bratislava. A murit în 7 septembrie 1980 la Bratislava.

## Activitatea publicistică

### Studii lingvistice și recenzii teatrale
Jindřiška Hušková-Flajšhansová a contribuit începând din 1915 la revistele cehoslovace Časopis pro moderní filologii, Čin, Elán, Lidové noviny, Prúdy, Rozpravy Aventina, Slovenský denník (1922–1936), Stan (1929–1930), Zvon (din 1919), Ženské listy⁠(d) și Ženský svět și la periodicele românești Ateneu, Contemporanul, Secolul 20 etc. Lucrările sale au fost semnate inițial sub numele de Jindra Flajšhansová, iar din 1924, după ce s-a căsătorit, a început să publice sub numele de Jindra Hušková-Flajšhansová. Ea a publicat, de asemenea, studii profesionale în domeniul lingvisticii românești în revistele slovace Jazykovédný časopis și Zborník Filozofickej fakulty Univerzity Komenského v Bratislavě – Philologica și în revista românească Datine, sub pseudonimele Beta, jé, Jé, J. F., j. h., j. h. f.
Recenziile teatrale publicate la mijlocul anilor 1920 în ziarul Slovenský denník din Bratislava au provocat o serie de polemici și acuzații de părtinire, subiectivism sau lipsă de cunoștințe. În urma publicării unei recenzii a reprezentației piesei Monna Vanna⁠(d) a lui Maurice Maeterlinck pe scena Teatrului Național Slovac (1927), a fost acuzată de slovacofobie de un autor ascuns sub pseudonimul Yes în articolul „Naše tetky” (Slovák, 2 martie 1927). Cu toate acestea, Jindra Hušková a dovedit un atașament deosebit față de dramaturgia slovacă și a evidențiat adesea dezavantajele împărțirii teatrului cehoslovac în ansambluri cehe și ansambluri slovace. Ea s-a familiarizat treptat cu activitatea teatrală și și-a extins semnificativ vocabularul teatral la sfârșitul anilor 1920 și în anii 1930, iar cronicile publicate în acea perioadă au devenit tot mai obiective și s-au concentrat mai mult pe creația teatrală, pe mizanscenă și pe calitatea interpretărilor, dar au dovedit totuși un conservatorism teatral ca urmare a preferinței pentru activitatea unor regizori ca Ján Borodáč⁠(d) și Jaroslav Kvapil.

### Studii filologice
Scrierile sale filologice s-au axat pe literatura și dramaturgia română modernă, precum și pe istoria și teoria acesteia, și au urmărit să-i familiarizeze pe cititorii cehoslovaci cu operele literare românești. Lucrarea Rumunští prozaikové v rámci vývoje jednotlivých literárních škol („Prozatori români în cadrul evoluției diferitelor școli literare”), care a fost dedicată prof. Ovid Densusianu, a fost publicată la Praga în cursul anului 1927 și a avut parte de recenzii favorabile în presa critică românească, prezintă o istorie a literaturii române cu accent pe proză, fiind o combinație între un studiu de istorie literară și o antologie de traduceri din „principalii prozatori” (Nicolae Iorga, Mihail Kogălniceanu, Alecu Russo, Vasile Alecsandri, Ion Ghica, Nicolae Bălcescu, Titu Maiorescu, Mihai Eminescu, Ion Luca Caragiale, Emil Gârleanu și Ovid Densusianu). Autoarea face acolo o expunere a principalelor curente literare din România, prezintă influențele exercitate asupra creațiilor literare românești în contextul formării culturii române și autorii caracteristici ai epocii cu mostre din scrierile lor, fiind comparate creațiile acestor perioade și evidențiate ideile principale ale lor.
A publicat, de asemenea, mai multe studii și articole informative despre activitatea culturală din România, îndeosebi în periodicele Lidové noviny din Brno și în Slovenský denník din Bratislava, precum și trei studii de mare importanță pentru cunoașterea literaturii române în Cehoslovacia: Moderní rumunské básnictví („Poezia românească modernă”, 1929), Rumunské písemnictví poválečné („Literatura română postbelică”, 1930) și Moderní rumunské drama („Dramaturgia românească modernă”, 1934). Moderní rumunské básnictví prezintă poezia românească modernă prin intermediul unui studiu al profesorului Ovid Densusianu și al unor poeme reprezentative traduse în limba cehă, Rumunské písemnictví poválečné tratează curente literare actuale ca sămănătorismul, gândirismul și modernismul (promovat în paginile revistei Viața nouă) și prezintă scriitori contemporani ca Nichifor Crainic, Ion Pillat, George Bacovia, Ion Minulescu, Tudor Arghezi, Lucian Blaga, Ionel Teodoreanu, Gib Mihăescu, Mateiu Caragiale și Cezar Petrescu, în timp ce studiul sintetic Moderní rumunské drama, pe care l-a terminat „după multe dificultăți”, urmărește evoluția istorică a dramaturgiei românești (de la prima reprezentație teatrală în limba română, care a avut loc în 1782 la Brașov, la piesele de teatru ale lui Vasile Alecsandri, al cărui scop era să critice obiceiurile proaste prin intermediul satirei, la piesele de teatru din perioada Primului Război Mondial, influențate de dramaturgia franceză, și până la dramaturgia postbelică orientată către o reprezentare critică a societății, printre ai cărei reprezentanți s-au aflat George Mihail Zamfirescu, Gheorghe Ciprian și Octavian Goga) și prezintă, de asemenea, pe cei mai importanți dramaturgi români, operele lor și influența exercitată asupra culturii teatrale. Ea este autoarea secțiunii dedicate literaturii române în volumul Co číst? Z literatur románských posledních deseti let („Ce să citești? Din literatura romanică din ultimii zece ani”), editat de profesorul Josef Kopal și publicat în anul 1937 de editura František Borový din Praga.
În afara lucrărilor consacrate literaturii române, Jindřiška Hušková s-a concentrat, de asemenea, pe teoria literaturii și a fost autoarea capitolului „Rumunská literatúra” („Literatura română”) din lucrarea Dejín svetovej literatúry („Istoria literaturii mondiale”, vol. II, 1963). A colaborat, alături de Vladimír Halenár, la redactarea ghidului de conversație slovaco-român Konverzačná příručka rumunčiny („Ghid de conversație în limba română”, 1961), pe baza modelului ghidului de conversație ceho-român Česko-rumunská konversace („Conversație ceho-română”, 1958), elaborat de Jiří Staca și Antonín Křečan. Ghidul slovaco-român conține, în plus, un dicționar româno-slovac ordonat alfabetic.
Cercetarea operei lui I.L. Caragiale a reprezentat o precupare principală a Jindrei Hušková, care a dedicat mai multe studii scriitorului român și, într-un studiu introductiv inclus în primul volum de traduceri în limba slovacă ale operelor sale, l-a încadrat pe Caragiale în curentul realist prin forța sa de înfățișare a vieții și prin compunerea adeseori a faptelor din relatările altor personaje. Analizând opera dramaturgică a lui Caragiale, Jindra Hušková identifică asemănări importante cu comediile lui Vasile Alecsandri precum prezența unor tipuri și situații asemănătoare și a obiceiului numirii personajelor în funcție de trăsăturile de caracter și o consideră o continuatoare, la un nivel mai incisiv, a operei alecsandriene în criticarea societății contemporane: „Trebuie relevat că I. L. Caragiale în comediile și schițele sale a sporit consecvent și necruțător critica societății burghezo-moșierești, pe care Alecsandri o ironizase numai”. Traducerile numeroase pe care le-a realizat au făcut-o să considere că opera lui Caragiale este „un model de perfecțiune artistică și literară” a unui „un mare dascăl și deschizător de drumuri nu numai prin creația sa dramatică, dar și prin preocuparea pentru desăvârșirea măiestriei artistice”.

### Alte studii
În afara studiilor lingvistice și filologice, Jindra Hušková a scris un studiu istoric în limba slovacă intitulat „Slovensko-rumunské priatelské styky v minulosti” („Relațiile de prietenie slovaco-române în trecut”), care prezenta relațiile dintre slovaci și români în decursul istoriei. Acest studiu a fost inclus alături de studiul „Slovensko-rumunská spolupráca v peštianskom parlamente” („Cooperarea slovaco-română în Parlamentul din Pesta”) al dr. Milan Hodža⁠(d), fost deputat în perioada austro-ungară și apoi ministru al agriculturii, în cartea Slováci a Rumuni („Slovaci și români”), care a fost publicată la Bratislava în anul 1935, cu ocazia aniversării a 30 ani de la înființarea „Clubului deputaților nemaghiari” în Parlamentul maghiar de la Budapesta, la inițiativa deputatului slovac Milan Hodža și a deputatului român Aurel Vlad.

### Traduceri
Jindřiška Hušková a desfășurat o vastă activitate de traducătoare. A tradus mai întâi câteva nuvele românești în limba cehă și a alcătuit o antologie a nuvelei românești, pe care a retras-o în anul 1924, după tratative fără succes, de la editorul J. Otto din Praga și a încredințat-o editorului Jos. R. Vilímek⁠(d). Amânarea publicării acelui volum i-a oferit timp pentru a retraduce câteva nuvele din antologia pregătită în limba slovacă și a le încredința apoi spre publicare ziarului Slovenský denník din Bratislava. Câteva nuvele traduse de Hušková au fost publicate în anii 1920 în revista pentru femei Ženské listy⁠(d) din Praga, pe care o redacta mama ei.
Primul său volum de traduceri a apărut în anul 1926 la Praga, sub titlul Lukullova třešeň a jiné rumunské novely (Cireșul lui Lucullus și alte nuvele românești); el este prima antologie de nuvele românești în limba cehă și conține următoarele creații: „Cireșul lui Lucullus” (Dimitrie Anghel și Ștefan Octavian Iosif), „Arhivarul” (Ion Gorun), „Popa Vasile” (Ion Agârbiceanu), „Cozma Răcoare” (Mihail Sadoveanu), „Sima Baltag” (Constantin Sandu-Aldea), „Tren de plăcere” (Ion Luca Caragiale), „La o babă oarbă” (Alexandru Vlahuță), „Fanta-Cella” (Barbu Delavrancea), „Microbul” și „Sâmbătă” (I.Al. Brătescu-Voinești), „Scormon” (Ioan Slavici), „Soacra cu trei nurori” (Ion Creangă), „Vasile Porojan” (Vasile Alecsandri), „Mihnea-Vodă cel Rău” (Alexandru Odobescu), „Alexandru Lăpușneanul” (Costache Negruzzi), plus studiul „Rumunska novelistika” (9 pagini). Într-un interviu din anul 1930 ea își exprima dorința de a traduce piesa Meșterul Manole de Octavian Goga și a terminat traducerea în anul următor, când a prezentat-o Teatrului Național din Praga. Dramaturgul Teatrului Național din Praga a anunțat-o că piesa i-a interesat într-o mare măsură pe artiștii și criticii teatrali, ceea ce a făcut-o pe Hušková să spere că va fi pusă în scenă în stagiunea 1932–1933; Meșterul Manole a fost jucată în acei ani pe scenele teatrelor din Bratislava și Košice. Cu toate acestea, traducerea piesei a fost publicată abia în anul 1935 de o editură din Bratislava.
Ulterior, ea a tradus în limbile cehă și slovacă mai multe opere literare românești: proză (Desculț de Zaharia Stancu, Drum fără pulbere de Petru Dumitriu, povestiri ale lui Mihail Sadoveanu), literatură pentru copii și tineret (Amintiri din copilărie de Ion Creangă, Marea bătălie de la Iazul mic de Octav Pancu-Iași), piese de teatru (Iarbă rea de Aurel Baranga, O scrisoare pierdută, O noapte furtunoasă și Conu Leonida față cu reacțiunea de Ion Luca Caragiale, Ultima oră și Steaua fără nume de Mihail Sebastian, Acolo, departe de Mircea Ștefănescu etc.). Prima traducere într-o limbă străină a romanului Desculț al lui Zaharia Stancu a fost traducerea în limba slovacă realizată în anul 1949 de Jindra Hušková. Traducerea în limba slovacă a cărții Amintiri din copilărie, care a fost însoțită de un studiu despre realismul scrierilor lui Creangă, a fost publicată în anul 1957 la Bratislava sub titlul Spomienky z detestva și a fost primită cu interes de cititorii slovaci datorită asemănării satului moldovean descris de scriitorul român cu satele descrise de scriitorii slovaci în operele lor.
Profesorul universitar Gheorghe Călin, care a predat cursul de literatură slovacă la Universitatea din București, a analizat traducerea în limba slovacă a operei lui I.L. Caragiale și a susținut că „traducerea lui Caragiale în limba slovacă [realizată de Jindra Hušková – n.n.] a izbutit să se apropie mult de valoarea originalului. O scrisoare pierdută poate fi considerată, prin exemplele ce le oferă, o adevărată școală a traducerii”. Specialistul sus-menționat remarcă „grija evidentă” a traducătoarei în folosirea limbii vorbite pentru a reda cât mai fidel sensurile originale ale cuvintelor, cu toate că dialogurile lui Caragiale, presărate cu cuvinte franțuzești pocite, provoacă adesea dificultăți, și capacitatea ei de a păstra simetría și cursivitatea textului original. Concluzia profesorului Călin este că „analiza traducerilor dovedește că J. Hušková și L. Floréan au înțeles sensul operei lui Caragiale, unde replica și cuvîntul au o anume relație legată de lumea și atmosfera evocărilor scriitorului. Dincolo de dimensiunea lor lingvistică, traducerile dovedesc însușirea conștiincioasă a posibilităților de relatare specifice artei lui Caragiale și atestă grija și exigența pentru respectarea artistică a valorilor. Traducerile sînt mai mult decît meritorii, operele lui Caragiale în limba slovacă constituind un act incontestabil de cultură.”.

## Lucrări (selecție)

### Cărți
- Rumuni, jich kulturní minulost a přítomnost se zvláštním zřetelem ke stykům se Slovany („Românii, trecutul și prezentul lor cultural cu referire specială la relațiile cu slavii”): prelegere susținută în 19 ianuarie 1922 la Universitatea Comenius din Bratislava – Bratislava: 1922
- Rumunští prozaikové v rámci vývoje jednotlivých literárních škol („Prozatori români în cadrul evoluției diferitelor școli literare”): cu exemple – Praga: Česká grafická unie⁠(d), 1927, 186 p.[86]
- Rumunské písemnictví poválečné („Literatura română postbelică”) – Bratislava: s. n., 1930
- Moderní rumunské drama („Dramaturgia românească modernă”) – Praga: Orbis⁠(d), 1934, 79 p.
- Slováci v Rumunsku („Slovacii din România”) – 1935[5]
- Slováci a Rumuni („Slovaci și români”) – autori: Milan Hodža⁠(d) („Slovensko-rumunská spolupráca v peštianskom parlamente”) și Jindra Hušková-Flajšhansová („Slovensko-rumunské priatelské styky v minulosti”); prefață de Jozef Lettrich⁠(d). Bratislava: Roľnícka osveta, 1935
- Konverzačná príručka rumunčiny („Ghid de conversație în limba română”) – Antonín Křečan, Jiří Staca și Jindra Hušková; conține, în plus, un dicționar româno-slovac (Rumunsko-slovenský slovník) alcătuit de Vladimír Halenár. Bratislava: Slovenské pedagogické nakladateľstvo, 1961
- Vorbiri și scrisori către ardeleni (1877–1941) – autori: Jan Urban Jarník, Metod Zavoral, Hertvík Jarník și Jindra Hušková-Flajšhansová; texte selectate de Traian Ionescu-Nișcov, ediție îngrijită de Viorica Nișcov, București: Editura Saeculum I.O., 2005.

### Studii și articole
- „Wildeov večer” („Seara lui Wilde”), în Slovenský denník, anul IX, nr. 49, 28 februarie 1926, p. 2.
- „Tragédia človeka” („Tragedia omului”), în Slovenský denník, anul IX, nr. 285a, 14 decembrie 1926, pp. 1–2.
- „Len niekoľko slov namiesto kritiky” („Doar câteva cuvinte în loc de critică”), în Slovenský denník, anul X, nr. 6, 9 ianuarie 1927, p. 2.
- „Maeterlinckova «Monna Vanna»” („«Monna Vanna» de Maeterlinck”), în Slovenský denník, anul X, nr. 47, 26 februarie 1927, p. 1.
- „Slovenská premiéra” („Premiera slovacă”), în Slovenský denník, anul XI, nr. 229a, 6 octombrie 1928, p. 2.
- „Zajímavá episoda vzájemnosti slovensko-rumunské (Památce ušlechtilé rumunské paní Anny Petrescové)” („Un episod interesant din relațiile reciproce slovaco-române (în amintirea nobilei doamne române Ana Petrescu)”), în Prúdy, anul XII, nr. 10, 1928, pp. 646–654.
- „Ešte proces – ale na javisku” („Încă un proces – dar pe scenă”), în Slovenský denník, anul XII, nr. 207, 8 septembrie 1929, p. 2.
- „Tajovského «Ženský zákon»” („«Legea femeilor» a lui Tajovský”), în Slovenský denník, anul XII, nr. 252, 1 noiembrie 1929, pp. 2–3.
- „Caragiale: Muž zo tmy” („Caragiale: Omul din întuneric”), în Slovenský denník, anul XII, nr. 260, 12 noiembrie 1929, pp. 2–3.
- „Večer Ibsenov” („Seara lui Ibsen”), în Slovenský denník, anul XII, nr. 272, 26 noiembrie 1929, p. 2.
- „Ostrovský «Búrka»” („«Furtuna» lui Ostrovski”), în Slovenský denník, anul XV, nr. 226, 2 octombrie 1932, p. 5.
- „Toller a Gorkij na Slov. nár. divadle” („Toller⁠(d) și Gorki la Teatrul Național Slovac”), în Slovenský denník, anul XV, nr. 269, 24 noiembrie 1932, p. 2.
- „Afinogenov: Strach” („Afinoghenov: Frica”), în Slovenský denník, anul XVI, nr. 63, 16 martie 1933, p. 4.
- „Shakespearov «Makbeth» v slovenčine” („«Macbeth» de Shakespeare în slovacă”), în Slovenský denník, anul XVI, nr. 236, 17 octombrie 1933, p. 4.
- „Dessier: Alžbeta Browningová” („Besier⁠(d): Elizabeth Browning”), în Slovenský denník, anul XVI, nr. 287, 19 decembrie 1933, p. 4.
- „Shakespeare v novom rúchu” („Shakespeare în haine noi”), în Slovenský denník, anul XVIII, nr. 208, 10 septembrie 1935, p. 4.
- „Slovensko-rumunské priateľské styky v minulosti” („Relațiile de prietenie slovaco-române în trecut”), în Slováci a Rumuni, Roľnícka osveta, Zemedelské Muzeum, Bratislava, 1935, nr. 1, pp. 18–51[5]
- „Ešte raz «Večer trikráľový»” („Încă o dată «A douăsprezecea noapte»”), în Slovenský denník, anul XIX, nr. 243, 24 octombrie 1936, p. 5.
- „Čapkova «Biela nemoc» na scéne SND. v Bratislave” („«Boala albă⁠(d)» a lui Čapek pe scena TNS din Bratislava”), în Slovenský denník, anul XX, nr. 31, 7 februarie 1937, p. 5.
- „Hviezdoslavova dramatická báseň v novom naštudovaní na scéne SND” („Poemul dramatic al lui Hviezdoslav într-o nouă punere în scenă la TNS”), în Slovenský denník, anul XX, nr. 222, 28 septembrie 1937, p. 4.
- „ Gorkého «Vassa Železnova» na SND” („«Vassa Jeleznova⁠(d)» a lui Gorki la TNS”), în Slovenský denník, anul XX, nr. 258, 12 noiembrie 1937, p. 3.
- „«Anna Karenina» v Borovej režii na scéne SND” („«Anna Karenina» regizată de Borova pe scena TNS”), în Slovenský denník, anul XX, nr. 279, 7 decembrie 1937, p. 6.
- „O'Neill na scéne SND v Bratislave” („O'Neill pe scena TNS din Bratislava”), în Slovenský denník, anul XXI, nr. 34, 10 februarie 1938, p. 3.
- „Čapkova «Matka» na scéne SND v Bratislave” („«Mama⁠(d)» lui Čapek pe scena TNS din Bratislava”), în Slovenský denník, anul XXI, nr. 56, 8 martie 1938, p. 3.
- „Posudky” („Mărturii”), în Československé divadlo, anul XXI, nr. 10–11, 20 noiembrie 1938, pp. 151–153.
- „Eminescu în literatura slovacă. Ivan Krasko, tălmăcitorul lui Eminescu în limba slovacă”, în Convorbiri literare, anul LXXII, 1939, nr. 6–9, iunie–septembrie, pp. 1259–1260[105]
- „Slovenský novinář, priatet Rumunov, Gustav Augustini” („Jurnalistul slovac, prieten al românilor, Gustav Augustini”), în Kalendář Slovenskej Ligy, Bratislava, 1940.
- „Cheresteșiu V., Nicolae Bălcescu, veľký rumunský revolučný demokrat («Nicolae Bălcescu – marele revoluționar democrat român»)”, în Historický časopis⁠(d), Bratislava, anul II, nr. 4, 1954, pp. 505–519.
- „Studii și referate privind istoria României, Editura Acad., Buc., 1954, partea I–II, 2009 p.”, în Historický časopis⁠(d), Bratislava, anul III, nr. 4, 1955, pp. 638–645.
- „Velký vzor” („Un model grozav”), în revista Kultúrny život, nr. 25, 9 iunie 1962, p. 5.
- „Rumunske divadlo v službách revolučných myšlienok rokov, 1840–1859” („Teatrul românesc în slujba ideilor revoluționare, 1840–1859”), în Sborník Filozofickej fakulty Univerzity Komenského. Philologica, anul XV, Bratislava, 1963, pp. 143–154.
- „Traduceri din literatura romînă în limba slovacă”, în Secolul XX, București, nr. 12, 1964, p. 204.
- „Activitatea lui I. U. Jarník în scrisorile unor filologi contemporani”, în Omagiu lui Alexandru Rosetti, Editura Academiei RSR, București, 1965, pp. 389–394.

### Traduceri
- Lukullova třešeň a jiné rumunské novely (Cireșul lui Lucullus și alte nuvele românești), antologie de nuvele, Jos. R. Vilímek⁠(d), Praga, 1926, 235 p.; conține povestirile „Kněz Vasil” („Popa Vasile”) de Ion Agârbiceanu, „Vasile Porožanu” („Vasile Porojan”) de Vasile Alecsandri, „Lukullova třešeň” („Cireșul lui Lucullus”) de Dimitrie Anghel și Ștefan Octavian Iosif, „Mikrob” („Microbul”) și „Sobota” („Sâmbătă”) de I.Al Brătescu-Voinești, „Zábavním vlakem” („Tren de plăcere”) de Ion Luca Caragiale, „Tchyně a její tři snachy” („Soacra cu trei nurori”) de Ion Creangă, „Archivář” („Arhivarul”) de Ion Gorun, „Alexandru Lapusneanu” („Alexandru Lăpușneanul”) de Costache Negruzzi, „Kníže Mihnea Zlý” („Mihnea-Vodă cel Rău”) de Alexandru Odobescu, „Noční host” („Cozma Răcoare”) de Mihail Sadoveanu, „Venkovský příběh” („Sima Baltag”) de Constantin Sandu-Aldea, „Idyla” („Scormon”) de Ioan Slavici, „Na slepou bábu” („La o babă oarbă”) de Alexandru Vlahuță, „Fanta-Cella”) de Barbu Delavrancea;[98][100][106]
- Rumunští prozaikové v rámci vývoje jednotlivých literárních škol („Prozatori români în cadrul evoluției diferitelor școli literare”), Česká grafická unie⁠(d), Praga, 1927, 186 p.; conține textele „O vlivu hnutí husitského na literaturu rumunskou” („Despre influența mișcării husite asupra literaturii române”) de Nicolae Iorga, „Úvod k «Literární Dacii»” („Introducție la «Dacia literară»”) de Mihail Kogălniceanu, : „Zpěv Rumunska (úryvky)” („Cântarea României (fragmente)”) și „Vzpomínky” („Amintiri”) de Alecu Russo, „Básnictví lidové” („Poezii populare”) de Vasile Alecsandri, „Z doby Carageovy” („Din vremea lui Caragea”) de Ion Ghica, „Národní sjednocení (I.)” („Unitatea națională (I)”) de Nicolae Bălcescu, „Proti dnešnímu směru v rumunské kultuře” („În contra direcției de astăzi în cultura română”) de Titu Maiorescu, un fragment din romanul Osamělý genij (Geniu pustiu) de Mihai Eminescu, „Velikonoční svíce” („O făclie de Paște”) de I. L. Caragiale, „Slzy” („Lacrimi”) de Emil Gârleanu, „B. P. Hașdeu, Naše řeč odrazem kulturního života (přednáška)” („B. P. Hașdeu, Discursul nostru ca reflectare a vieții culturale (prelegere)”) de Ovid Densusianu;[86]
- Moderní rumunské básnictví (Poezia română modernă), Stan, Břeclav, 1929, 102 p.; îngrijirea ediției și selecție de Jindra Hušková, traducere de poezii realizate de Jindra Hušková, B. Simek, J. Fiala și J. Zatloukal; conține poeziile „Přání” de Octavian Goga, „Nešpory” („Vecernie”) și „Interieur” („Interior”) de Ion Pillat, „Skryté bolesti” („Dureri ascunse”) de Dimitrie Anghel, „Doina” („Doina”) și „Tajemství okamžiků” („Salba clipelor”) de Ovid Densusianu, „Té, která odchází” („Celei care pleacă”) de Ion Minulescu, „Touha” („Dorință”) și „Melancholie” („Melancolie”) de Lucian Blaga, „Nápis na venkovském domě” („Inscripție pe o casă de țară”) și „Ztracené ostatky” („Oseminte pierdute”) de Tudor Arghezi;[86]
- Rumunská píseň: vývoj, charakteristika, rozdělení, sběratelé, literatura, ukázky (Cântecul românesc: dezvoltare, caracteristici, răspândire, culegători, literatură, exemple), selecție realizată de Vera Mora și Ivo Dyro, E. Rosendorf, Praga, 1936, 31 p.; traduceri de Jindra Flajšhansová și Božena M. Sesan[86]
- O Rumunsku: sborník ke školnim oslavám (Despre România: colecție pentru sărbătorile școlare), Statni nakladatelstvi v Praze, Praga, 1938, 55 p.; traduceri realizate de J. Hušková-Flajšhansová, Jaroslav Jurek și J. Müller; conține „Štěpán Veliký a jeho matka” („Muma lui Ștefan cel Mare”) de Dimitrie Bolintineanu, „Zpěv Rumunska (úryvky)” („Cântarea României (fragmente)”) de Alecu Russo, „10. máj” („10 Mai”) de Vasile Alecsandri, „10. květen” („10 Mai”) de Panait Cerna, „Naše půda” („Pământul nostru”) de C. Munteanu, „Hvězdy” („Stelele”) și „Slunce, vítr a mráz” („Soarele, vântul și gerul”) de Vasile Alecsandri.[86]
- Aurel Baranga, Burina (Iarbă rea), piesă în trei acte, Matica slovenská, Martin, 1952[22][107][108]
- Aurel Baranga, Sicílska hra (Siciliana), farsă lirică în trei acte, Slovenské divadelné a literárne zastupiteľstvo (Diliza), Bratislava, 1961[22][107][109]
- Mihai Beniuc, Moja Itaka (Ithaca mea), volum de poezii, Slovenský spisovatel, Bratislava, 1961 – traducere de Milan Ferko, Jindra Hušková și Milota Šidlová,[107][110] postfață de Jindra Hušková,[110][111] ilustrații de Blanka Votavová[110]
- Ion Luca Caragiale, „Velikonočné svíce” („O făclie de Paște”), în vol. Rumunští prozaikové v rámci vývoje jednotlivých literárních škol („Prozatori români în cadrul evoluției diferitelor școli literare”), Česká grafická unie⁠(d), Praga, 1927, pp. 139–154.[112][113]
- Ion Luca Caragiale, Výber z diela (Opere), Slovenské Vydavateľstvo Krásnej Literatúry, Bratislava, 1954 – studiul introductiv, notele de subsol și traducerea vol. I de Jindra Hušková, iar traducerea vol. II de Ladislav Floreán.[112][114] Volumul I cuprinde schițele „Šťastný človek” („Om cu noroc”), „Rrumun, Rrumunka” („Rromânca”), „Vedec” („Savant”), „Na súde” („Justiție”), „Rumunský árendátor” („Arendașul român”), „Občianska garda” („Garda civică”), „Politika a delikatesy” („Politică și delicatețe”), „Odmena za vlasteneckú obetu” („Jertfe patriotice”), „Hrozná samovražda v ulici Vernosti” („Înfiorătoarea și îngrozitoarea și oribila dramă din strada Uranus”), „Telegramy” („Telegrame”), „Zo vznešeného sveta” („High-life”), „Súrne” („Urgent”), „Five o'clock”, „T’ažká atmosféra” („Atmosferă încărcată”), „Časy sa menia” („Istoria se repetă”), „Prenajme sa” („Caut casă...”), „Mlady pan Goe” („D-l Goe”), „Hlúpy učiteľ” („Dascăl prost”), „Situácia” („Situațiunea”), „Slávnostný deň” („O zi solemnă”), „Prvá cena” („Premiul întâi - o reminiscență din tinerețele pedagogului”), „Výletný vlak” („Tren de plăcere”) , „Posledné zvesti” („Ultima oră”), „Matúra” („Bacalaureat”), „Drobné úspori” („Mici economii...”), „Nové peniaze” („Ultima emisiune”), „Medzera” („O lacună”), „Inšpekcia” („Inspecțiune”), „Na navšteve” („Vizită...”), „Bubico”, „Cistokrvni Rumuni” („Românii verzi”), „Reťaz slabosti” („Lanțul slăbiciunilor”), „Reportáž” („Reportaj”), „Do Kaštiela” („La Peleș”), „Vianočná besednica” („O cronică de Crăciun...”), „Razom svet nepremeniš alebo strýko a synovec” („Greu, de azi pe mâine... sau unchiul și nepotul”), „Prednáška” („Prefață”) și piesele de teatru Búrlivá noc (O noapte furtunoasă), Milosťpán Leonida a reakcia (Conu Leonida față cu reacțiunea), Stratený list (O scrisoare pierdută).[112]
- Ion Luca Caragiale, Stratený list. Búrlivá noc. Veselohra o štyroch dejstvách (O scrisoare pierdută. O noapte furtunoasă), comedie în patru acte, Osveta, Martin, 1954;[114] comedia O scrisoare pierdută a fost reprezentată în 26 iunie 1953 pe scena Teatrului Național din Bratislava[112]
- Ion Luca Caragiale, Búrlivá noc (O noapte furtunoasă), comedie în patru acte, Divadlo Jozefa Gregora Tajovského (DJGT), Zvolen, 1957;[115] reprezentată în 16 noiembrie 1957 pe scena Teatrului „J. G. Tajovský” din Zvolen[112]
- Ion Luca Caragiale, Milosťpán Leonida a reakcia (Conu Leonida față cu reacțiunea), comedie, /s. n./, Bratislava, 1965;[21][116] reprezentată în 1965 pe Scena Mică a Teatrului Național din Bratislava[112]
- Ion Creangă, Spomienky z detestva (Amintiri din copilărie), Slovenské vydavateľstvo krásnej literatúry, Bratislava, 1957 – postfața, notele de subsol și traducerea de Jindra Hušková,[107][117] iar traducerea versurilor de Vladimír Dudáš[117]
- Petru Dumitriu, Cesta bez prachu (Drum fără pulbere), 2 vol., Slovenský spisovateľ, Bratislava, 1952[118]
- Octavian Goga, Mistr Manole (Meșterul Manole), piesă în trei acte, Universum, Bratislava, 1935, 93 p. – traducere din limba română în limba cehă de Helena Langová și Jindra Hušková-Flajšhansová[101][119]
- Ecaterina Oproiu, Nie som Eiffelovka (Nu sunt Turnul Eiffel), pseudocomedie în 2 părți, Diliza, Bratislava, 1967[120]
- Octav Pancu-Iași, Vel’ká bitka pri malom Jazere (Marea bătălie de la Iazul mic), Mladé letá, Bratislava, 1960 – traducere de Jindra Huškova, ilustrații de Jarmila Tenclová[107][121]
- Mihail Sadoveanu, Výber z poviedok (Povestiri alese), Slovenské vydavateľstvo krásnej literatúry, Bratislava, 1953 – traducere, note și studiu introductiv de Jindra Huškova[107][122][123]
- Mihail Sadoveanu, V znameni Raka (Zodia Cancerului sau vremea Ducăi-Vodă), Slovenský spisovatel, Bratislava, 1960 – traducere, note și postfață de Jindra Huškova;[107][124] traducerea a fost inclusă apoi în vol. Vlčí ostrov (Ostrovul lupilor), care conținea operele Hanu-Ancuței (trad. Libuša Vajdová), Zodia Cancerului sau vremea Ducăi-Vodă (trad. Jindra Hušková) și Ostrovul lupilor (trad. Peter Kopecký), postfață și cronologie de Libuša Vajdová, Slovenský spisovateľ, Bratislava, 1983,[125] apoi în vol. Vlči Ostrov. Hanul Ancuței. Zodia Cancerului, Slovenský spisovateľ, Bratislava, 1985[126]
- Mihail Sebastian, Posledná senzácia (Ultima oră), comedie, SDLZ, Bratislava, 1955[21][22][107][127][128]
- Mihail Sebastian, Hviezda bez mena (Steaua fără nume), comedie în trei acte, Slovenské divadelné a literárne zastupiteľstvo (Diliza), Bratislava, 1957, reeditare, Osveta, Martin, 1958,[21][107][127] republicată sub titlul Mona, DAB, 1959, ŠDK, 1962, MS SND, 1962[22]
- Zaharia Stancu, Som bosý (Desculț), Tatran, Bratislava, 1949;[107][129][130][131] alte ed., Smena, Bratislava, 1975 (cu ilustrații de Stanislav Dusík),[132] Tatran, Bratislava, 1981 (cu postfață de Milota Bagoňová)[133]
- Zaharia Stancu, Květy země (Florile pământului), Slovenské vidavatelstvo kásnej literatúry, Bratislava, 1962 – traducere și postfață de Jindra Hušková[107][129][134][135]

### Altele
- Náboženské názvosloví rumunské (Nomenclatura religioasă românească): lucrare de disertație⁠(d) – FFUK, Praga, 1921
- Tudor Arghezi, Vhodná slova (Cuvinte potrivite), culegere de poezii, Státní nakladatelství krásné literatury a umění (SNKLU), Praga, 1962, 111 p. – traducere în limba cehă de Vojtěch Jestřáb, selecție de Jindra Hušková, prefață scrisă de Ovid. S. Crohmălniceanu[136]
- Ovid Densusianu, Moderní rumunské básnictví (Poezia română modernă), Stan, Břeclav, 1929, 102 p. – îngrijirea ediției și selecție de Jindra Hušková[86]
- Ion Minulescu, Zpověď (Spovedanie), Břeclav, 1931 – traducere din limba română de Jan Podešt cu permisiunea autorului,[50] prefață de Jindra Hušková[47][48]
- Liviu Rebreanu, Les obesencov (Pădurea spânzuraților), SVKL, Bratislava, 1965 – traducere de Peter Dóval,[137] postfață („Líviu Rebreanu a jeho románové dielo”, pp. 246–254) de Jindra Hušková[63][138]
- Zaharia Stancu, Psi (Dulăii), Slovenské vydavatelstvo krásnej literatury, Bratislava, 1955 – traducere de Alica Sabová, postfață de Jindra Hušková[129][139]